# Ваболе (станция)
Ва́боле (латыш. Vabole) — железнодорожная станция на линии Крустпилс — Даугавпилс.
Находится в Вабольской волости Аугшдаугавского края. Станция (код 11 442) Латвийской железной дороги, расположена между станциями Ликсна и Ницгале. На станции останавливаются пассажирские местные поезда Даугавпилс — Рига, Рига — Даугавпилс. Грузовые поезда имеют остановку при скрещении с пассажирскими или встречными грузовыми. Станция имеет диспетчерскую централизацию стрелок. Есть начальник станции.

## Расписание поездов
По станции проходит поезд 618Р.